# TrES-3 b
TrES-3b — газовый гигант, вращающийся вокруг жёлтого карлика GSC 03089-00929 расположена на 10 градусов западнее Веги. Открыт транзитным методом Trans-Atlantic Exoplanet Survey в 2007 году.